# Maria Basaglia
Pour les articles homonymes, voir Basaglia.
Maria Basaglia, née le 12 juin 1912 à Crémone dans la région de la Lombardie et morte le 5 mars 1998 à Santhià dans la région du Piémont, est une réalisatrice, scénariste et traductrice italienne.

## Biographie
Elle naît à Crémone en 1912. Dans les années 1930, elle s'installe à Rome. Elle travaille dans le milieu du cinéma comme traductrice et directrice de doublage pour la société Scalera Film. En 1939, elle devient scénariste. Lors du tournage de la production franco-italienne Le Père Lebonnard de Jean de Limur, elle fait la rencontre du réalisateur Marcello Albani qu'elle épouse.
En 1943, elle part travailler avec son mari dans le nouveau studio de cinéma Cinevillaggio situé sur l'île Giudecca à Venise. Elle travaille comme écrivaine, scénariste et assistante sur les films d'Albani. Pour avoir soutenu la République sociale italienne, le couple choisit de quitter l'Italie à la fin de la Seconde Guerre mondiale et part s'installer au Brésil avant de revenir à Rome au début des années 1950.
Soutenue par son mari, elle passe à la réalisation en 1953 avec la comédie Sua Altezza ha detto: no! avec Marisa Merlini, Lucy D'Albert (it), Achille Togliani, Roberto Risso, Ugo Tognazzi et le français Jacques Sernas dans les rôles principaux. Ce film est suivi par le drame Sangue di zingara réalisé en 1956 avec l'actrice espagnole Maria Piazzai, Maurizio Arena, Gino Leurini et Eloisa Cianni en têtes d'affiche. Le couple retourne ensuite au Brésil, y fonde la maison de production Paulistánia film pour laquelle Basaglia réalise deux films.
Basaglia quitte ensuite le milieu du cinéma pour travailler dans celui de la traduction littéraire. Elle traduit notamment en italien le roman L'Exorciste de l'écrivain américain William Peter Blatty en 1971.
Elle survit à son mari et décède à Santhià en 1998 à l'âge de 85 ans.

## Filmographie

### Comme réalisatrice et scénariste
- 1953 : Sua Altezza ha detto: no!
- 1956 : Sangue di zingara
- 1957 : O Pão Que o Diabo Amassou
- 1958 : Macumba na Alta

### Comme scénariste
- 1939 : Angélica de Jean Choux
- 1939 : Dernière Jeunesse de Jeff Musso
- 1939 : Le Père Lebonnard de Jean de Limur
- 1940 : Boccaccio de Marcello Albani
- 1941 : Il bazar delle idee de Marcello Albani
- 1942 : Divieto di sosta de Marcello Albani
- 1942 : Redenzione de Marcello Albani
- 1946 : L'ultimo sogno de Marcello Albani

## Sources
- Jackie Buet, Films de femmes : six générations de réalisatrices, Paris, éditions Alternatives, 1999.
- (it) Roberto Poppi, I registi dal 1930 al giorni nostri, Rome, Gremesse, 2002, 456 p. (ISBN 88-8440-171-2, lire en ligne), p. 15.